# Будинок електростанції (Севастополь)
Будинок електростанціїу Севастополі — пам'ятка промислової архітектури місцевого значення початку XX століття, знаходиться за адресою А. Калича, 3. Зараз це Лівадійський органний зал.  Будувалася з 1910 по 1911 рік. 

## Історія
Одночасно з будівництвом Лівадійського палацу у (1910–1911 роках) велась робота з будівництвом електростанції, яка у підсумку надавала постачання електроенергією на територію всієї тодішньої Лівадії.
Проектування розроблював придворний архітектор Гліб Гущин. Після окупації території Криму Радянським Союзом, доля електростанції відбувалась по-різному. У 1927 році обладнання електростанції було демонтовано, приміщення перетворилось на загальну їдальню та будинок будинок культури відпочинку. У 1945 році під час Ялтинської конференції часткові функції електростанції відновлені. У 1945–1947 роках тут розташовувався табір для військовополонених, будівля була передана під майстерні, склади, їдальні тощо. До кінця 1980-тих років будівля знаходилась у занедбаному стані. 

## Органний зал
У 1998 році  через гарну акустичну систему після проведення реконструкції та ремонтних робіт будівля електростанції використовується як Лівадійський органний зал. Під час реконструкції у 1998 році було зроблену велику за обсягом роботу з відновлення зруйнованих частин будівлі, а також були додані нові декоративні елементи, які змінили зовнішній вигляд самої будівлі. Спеціально для розміщення органу було прибудовано додаткове приміщення. Заново створений інтер'єр включив в себе ліплення, яке складається з десятка тисяч елементів та сотні квадратних метрів кольорових вітражів. У результаті проведених робіт будівля перетворилася на архітектурний ансамбль.